# Pripoara
Pripoara – wieś w Rumunii, w okręgu Vâlcea, w gminie Muereasca. W 2011 roku liczyła 66 mieszkańców.